# Raya en de Laatste Draak
Raya en de Laatste Draak (Engelstalige titel: Raya and the Last Dragon) is een Amerikaanse 3D-computeranimatiefilm uit 2021, geproduceerd door de Walt Disney Animation Studios en geregisseerd door Don Hall en Carlos López Estrada. Het is de 59ste animatiefilm van Disney. Wegens de coronapandemie werd de film tegen een vergoeding aangeboden via streamingdienst Disney+, in de landen waar bioscopen wel geopend waren werd deze wel uitgebracht.

## Verhaal
Het verhaal speelt zich af in het rijk bekend als Kumandra, een wereld waarin mensen en draken lang geleden in harmonie naast elkaar leefden. Toen een plaag het land bedreigde, offerden de draken zich op om de mensheid te redden. Hetzelfde kwaad keert 500 jaar later opnieuw terug waardoor de krijger genaamd Raya in haar eentje op zoek gaat naar de laatste draak, Sisu, om het verscheurde land en het diep verdeelde volk te herenigen. Tijdens deze reis ontdekt Raya dat voor het redden van de wereld ook vertrouwen en samenwerking nodig is. Raya en de laatste draak Sisu krijgen in hun avontuur hulp van de tienjarige ondernemer Boun, de krijger Tong en de straatbende van de peuter Noi.

## Stemverdeling
| Personage                  | Engelse stem     | Nederlandse stem   | Vlaamse stem          |
| -------------------------- | ---------------- | ------------------ | --------------------- |
| Raya                       | Kelly Marie Tran | Tabitha Foen-A-Foe | Sara Gracia Santacreu |
| Sisu                       | Awkwafina        | Peggy Vrijens      | Joke Sluydts          |
| Boun                       | Izaac Wang       | Bo Burger          | Elias Hooge           |
| Namaari                    | Gemma Chan       | Holly Mae Brood    | Jennifer Heylen       |
| Chief Benja (Raya's vader) | Daniel Dae Kim   | Alain Clark        | Jan Schepens          |
| Tong                       | Benedict Wong    | René van Kooten    | Dries Vanhegen        |
| Jonge Namaari              | Jona Xiao        | Anne Buhre         | Lotte De Clerck       |
| Virana                     | Sandra Oh        | Renée van Wegberg  | Kadèr Gürbüz          |
| Kleine Noi                 | Thalia Tran      | Adeline Chétail    | Adeline Chétail       |
| Dang Hu                    | Lucille Soong    | Yvonne Groeneveld  | Hilde Norga           |
| Tuk Tuk                    | Alan Tudyk       | Bruno Magne        | Bruno Magne           |
| Generaal Atitāya           | Dichen Lachman   | Pip Pellens        | Silke Mastbooms       |
| Chief van Staart           | Patti Harrison   | Terence Schreurs   | Sarah Kefi            |
| Chief van Rug              | Ross Butler      | Ivo Chundro        | Dimitri Verhoeven     |
| Dang Hai                   | Sung Kang        | London Loy         | Rudi Giron            |